# Delirio
Pour les articles homonymes, voir Délire (homonymie).
Delirio est une série télévisée dramatique colombienne en huit épisodes d'environ 40 minutes créée par Verónica Triana et Andrés Burgos et diffusée à l'international le 18 juillet 2025 sur Netflix.

## Synopsis
Dans une ferme de Colombie, les secrets bien gardés d'une riche famille sont mis au jour quand un homme essaie de découvrir pourquoi sa femme sombre dans la démence.

## Distribution
- Estefanía Piñeres (es) (VF : Pascale Mompez) : Agustina
- Juan Pablo Raba (es) (VF : Valentin Merlet) : Aguilar
- Paola Turbay (VF : Myrtille Bakouche) : Eugenia
- Juan Pablo Urrego (es) (VF : Kévin Goffette) : Midas
- José Julián Gaviria (VF : Juan Llorca) : Joaquín
- César Mora (es) (VF : Mathieu Lagarrigue) : Evaristo
- Miguel González (VF : Cédric Dumond) : Araña
- Salvador del Solar (VF : Laurent Maurel) : Carlos Vicente Londoño
- Ilenia Antonini (VF : Estelle Darazi) : Mariana
- Cristina Campuzano (VF : Louise Lemoine Torres) : Sofía
- Carlos Mariño (VF : François Raison) : Pedro
- Pilar Álvarez (VF : Anne Massoteau) : Rita
- Juan Ruiz (VF : Bernard Bollet) : Doctor Aljure
- Marianela Quintero (VF : Cécile Arnaud) : Anita
- Norberto Rivera (VF : Gunther Germain) : Misterio
- Jaime Newball (VF : David Krüger) : Nicolás
- Indhira Serrano (VF : Sophie Baranes) : Blanca
- Lucas Buelvas (VF : Thibaut Belfodil) : Rorro
- Juana Arboleda (VF : Nayéli Forest) : Martha
- Diana Belmonte (VF : Cécile Arnaud) : Adelita
- Miguel Gonzalez (VF : Sébastien Baulain) : Bichi

## Production

### Fiche technique
Sauf indication contraire, les informations mentionnées dans cette section peuvent être confirmées par la base de données cinématographiques IMDb,  présente dans la section « Liens externes ».
- Titre original : Delirio
- Création : Verónica Triana et Andrés Burgos d'après le roman Delirio de Laura Restrepo
- Réalisation : Rafael Martínez Moreno et Julio Jorquera Arriagada
- Scénario : Andrés Burgos et Verónica Triana
- Casting : Verónica Triana et Andrés Burgos
- Costumes : Camila Olarte Suarez
- Son : Miguel Miranda et José Miguel Tobar
- Production :  Natalia Echeverri
  - Production déléguée : Verónica Triana et Andrés Burgos
- Sociétés de production : Netflix, TIS Productions, Colombia Film Fund (CINA)
- Sociétés de distribution (télévision) : Netflix
- Pays d'origine :  Colombie
- Langue originale : espagnol
- Format : couleur
- Genre : thriller, drame, aventure
- Durée : 38 – 46 minutes
- Date de première diffusion :
  - Monde: 18 juillet 2025 sur Netflix
- Classification : déconseillé aux moins de 16 ans

Adaptation
Version française
- Société de doublage : VSI Paris
- Direction artistique : Taric Mehani
- Adaptation des dialogues :  Anthony Panetto
- Enregistrement : Guillaume Coelho
- Montage : Jean-Baptiste Desrues
- Mixage : Elio Molin
- Gestion de projet : Lorrie Catel

 Source et légende : version française (VF) sur RS Doublage

## Épisodes
1. Déchue de sa tour (Caída de una torre)
2. J'ai peur (Me da miedo)
3. Personne ne t'aimera comme moi (Nadie te va a querer como yo)
4. Tu ne finis jamais rien (Nunca terminas nada)
5. Elle s'appelait Jenny (Se llamaba Yenny)
6. Papa est parti en France (Papá se fue a Francia)
7. Tu n'est jamais parti (Nunca te habías ido)
8. Un dernier sort (El último conjuro)